# Яблонски, Джереми
Джереми Яблонски (англ. Jeremy Yablonski; род. 21 марта 1980, Медоу-Лейк, Саскачеван) — канадский хоккеист, правый нападающий, тафгай.

## Карьера
Начал профессиональную карьеру в 1997 году в составе клуба Западной хоккейной лиги «Эдмонтон Айс». В середине сезона 1998/99, выступая за клуб «Кутеней Айс», во время драки на льду Джереми получил серьёзное сотрясение мозга, которое не позволило ему играть на протяжении полутора сезонов. 17 июля 2003 года, в ранге одного из самых грозных тафгаев североамериканского хоккея, подписал контракт с клубом АХЛ «Вустер Шаркс».
30 декабря того же года провёл свой единственный на данный момент матч в НХЛ в составе «Сент-Луис Блюз». В матче против «Филадельфии» провёл на площадке чуть меньше 8 минут, получив 5-минутный штраф за драку с Тоддом Федоруком. Более того, пытался подраться с известным бойцом Дональдом Браширом, однако тот отказался сбрасывать перчатки. 30 января 2004 года стал игроком «Нэшвилл Предэйторз», после того как «блюзмены» выставили его на драфт отказов.
На протяжении следующих трёх сезонов выступал за фарм-клубы «хищников», после чего заключил соглашение с клубом «Бингхэмтон Сенаторс», где за 3 года он набрал 17 (5+12) очков, а также 571 минуту штрафа в 167 проведённых матчах. 21 июля 2010 года стал игроком системы «Нью-Йорк Айлендерс», выступая в сезоне 2010/11 в АХЛ.
Летом 2011 года, вслед за своим другом и дальним родственником Джоном Мирасти, подписал контракт с чеховским «Витязем». Уже в своём первом матче получил 56 минут штрафа, за что был дисквалифицирован до конца мемориала Ромазана. 22 сентября в матче против магнитогорского «Металлурга» спровоцировал большой конфликт на площадке, грубо атаковав голкипера «магнитки» Георгия Гелашвили, за что впоследствии получил 5 матчей дисквалификации.
За две минуты до конца своего первого матча после дисквалификации, который состоялся 9 октября против рижского «Динамо», вместе со своим партнёром по команде Ником Тарнаски устроил массовую драку, за что получил большой дисциплинарный штраф, а впоследствии вновь был дисквалифицирован на 5 матчей. Вернувшись в состав «Витязя», в матче против московского ЦСКА дважды подрался с Дарси Веро и получил в общей сложности 30 минут штрафа, за что был подвергнут двухматчевой дисквалификации. 26 ноября за несколько минут до окончания матча с челябинским «Трактором» вместе с партнёрами по команде устроил на площадке массовую драку, за что впоследствии получил 8 матчей дисквалификации.
29 ноября президент КХЛ Александр Медведев объявил о принятом решении дисквалифицировать Яблонски до конца регулярного чемпионата сезона 2011/12, однако затем Джереми официально обратился к руководству лиги с просьбой сократить срок его дисквалификации, и 23 января 2012 года решение о его отстранении от игр было приостановлено. Таким образом, спустя 15 матчей Яблонски вновь получил право выходить на лёд в составе «Витязя». Тем не менее, уже 15 февраля в игре с московским «Спартаком» Джереми был удалён до конца встречи за силовой приём против Егора Михайлова, однако уже на следующий день он был оправдан лигой. 17 февраля в матче против мытищинского «Атланта» вновь принял участие в драке, за что был дисквалифицирован на 1 матч.
Покинул «Витязь» 6 июня 2013 года (контракты с ним и Тревором Гиллисом были расторгнуты по обоюдному согласию).
Занимался боксом на любительском уровне, где он становился многократным победителем различных соревнований. Всего на его счету 201 бой, в 200 из которых он победил (из них 114 нокаутом). В свободное от хоккея время принимает участие в соревнованиях по смешанным боевым искусствам. В своём первом поединке Яблонски отправил своего противника в нокаут спустя 19 секунд после начала поединка. Спустя месяц Джереми улучшил своё достижение, победив в бою за 17 секунд.

### Тренерская
В середине сезона 2011/12, который Джереми проводил в чеховском «Витязе», он был дисквалифицирован до конца года за постоянные провокации и драки на льду. После этого решения главный тренер подмосковного клуба Андрей Назаров объявил о том, что Яблонски официально стал тренером коллектива по физподготовке, в основном благодаря своим навыкам в боксе.

## Статистика выступлений
Последнее обновление: 10 мая 2015 года
|                 |                         |                 | Регулярный сезон | Регулярный сезон | Регулярный сезон | Регулярный сезон | Регулярный сезон | Регулярный сезон | Плей-офф | Плей-офф | Плей-офф | Плей-офф | Плей-офф | Плей-офф |
| Сезон           | Команда                 | Лига            | Игр              | Г                | П                | Очк              | +/-              | Штр              | Игр      | Г        | П        | Очк      | +/-      | Штр      |
| --------------- | ----------------------- | --------------- | ---------------- | ---------------- | ---------------- | ---------------- | ---------------- | ---------------- | -------- | -------- | -------- | -------- | -------- | -------- |
| 1997/98         | Эдмонтон Айс            | WHL             | 47               | 3                | 0                | 3                | --               | 143              | —        | —        | —        | —        | —        | —        |
| 1998/99         | Кутеней Айс             | WHL             | 27               | 1                | 1                | 2                | -2               | 77               | —        | —        | —        | —        | —        | —        |
| 2000/01         | Финикс Мустангс         | WCHL            | 44               | 2                | 1                | 3                | -16              | 169              | —        | —        | —        | —        | —        | —        |
| 2000/01         | Сиэтл Тандербёрдз       | WHL             | 1                | 2                | 0                | 2                | +3               | 2                | —        | —        | —        | —        | —        | —        |
| 2001/02         | Айдахо Стилхэдз         | WCHL            | 69               | 2                | 1                | 3                | +3               | 303              | —        | —        | —        | —        | —        | —        |
| 2002/03         | Пеория Ривермен         | ECHL            | 24               | 1                | 2                | 3                | +3               | 154              | —        | —        | —        | —        | —        | —        |
| 2002/03         | Цинциннати Майти Дакс   | АХЛ             | 9                | 0                | 0                | 0                | +1               | 42               | —        | —        | —        | —        | —        | —        |
| 2002/03         | Вустер АйсКэтс          | АХЛ             | 20               | 1                | 0                | 1                | +1               | 50               | 1        | 0        | 0        | 0        | --       | 2        |
| 2003/04         | Вустер Шаркс            | АХЛ             | 6                | 0                | 0                | 0                | -1               | 19               | —        | —        | —        | —        | —        | —        |
| 2003/04         | Пеория Ривермен         | ECHL            | 13               | 0                | 2                | 2                | --               | 62               | —        | —        | —        | —        | —        | —        |
| 2003/04         | Милуоки Эдмиралс        | АХЛ             | 2                | 0                | 0                | 0                | --               | 11               | —        | —        | —        | —        | —        | —        |
| 2003/04         | Сент-Луис Блюз          | НХЛ             | 1                | 0                | 0                | 0                | -1               | 5                | —        | —        | —        | —        | —        | —        |
| 2004/05         | Милуоки Эдмиралс        | АХЛ             | 32               | 3                | 2                | 5                | -2               | 116              | —        | —        | —        | —        | —        | —        |
| 2005/06         | Милуоки Эдмиралс        | АХЛ             | 30               | 0                | 1                | 1                | -5               | 82               | —        | —        | —        | —        | —        | —        |
| 2005/06         | Айдахо Стилхэдз         | ECHL            | 3                | 0                | 1                | 1                | +3               | 25               | —        | —        | —        | —        | —        | —        |
| 2006/07         | Айдахо Стилхэдз         | ECHL            | 41               | 3                | 3                | 6                | -6               | 163              | —        | —        | —        | —        | —        | —        |
| 2007/08         | Бингхэмтон Сенаторс     | АХЛ             | 76               | 3                | 10               | 13               | +5               | 228              | —        | —        | —        | —        | —        | —        |
| 2008/09         | Бингхэмтон Сенаторс     | АХЛ             | 64               | 1                | 2                | 3                | -14              | 215              | —        | —        | —        | —        | —        | —        |
| 2009/10         | Бингхэмтон Сенаторс     | АХЛ             | 27               | 1                | 0                | 1                | -3               | 128              | —        | —        | —        | —        | —        | —        |
| 2010/11         | Бриджпорт Саунд Тайгерс | АХЛ             | 17               | 0                | 2                | 2                | -4               | 48               | —        | —        | —        | —        | —        | —        |
| 2011/12         | Витязь                  | КХЛ             | 13               | 0                | 0                | 0                | -1               | 162              | —        | —        | —        | —        | —        | —        |
| 2013/14         | Айдахо Стилхэдз         | ECHL            | 8                | 1                | 0                | 1                | -3               | 35               | —        | —        | —        | —        | —        | —        |
| 2013/14         | Онтарио Рейн            | ECHL            | 10               | 0                | 1                | 1                | -3               | 30               | 2        | 1        | 0        | 1        | 2        | -1       |
| 2014/15         | Онтарио Рейн            | ECHL            | 8                | 0                | 0                | 0                | -4               | 13               | —        | —        | —        | —        | —        | —        |
| Всего в КХЛ     | Всего в КХЛ             | Всего в КХЛ     | 13               | 0                | 0                | 0                | -1               | 162              | —        | —        | —        | —        | —        | —        |
| Всего в НХЛ     | Всего в НХЛ             | Всего в НХЛ     | 1                | 0                | 0                | 0                | -1               | 5                | —        | —        | —        | —        | —        | —        |
| Всего в карьере | Всего в карьере         | Всего в карьере | 585              | 24               | 30               | 54               | -46              | 2282             | 3        | 1        | 0        | 1        | 4        | 1        |